# مقاطعة كاندلير (جورجيا)
مقاطعة كاندلير (بالإنجليزية: Candler County)‏ هي إحدى المقاطعات في ولاية جورجيا في الولايات المتحدة الأمريكية.